# Aeroporto Vicecomodoro Ángel de la Paz Aragonés
O Aeroporto Vicecomodoro Ángel de la Paz Aragonés (IATA: SDE, ICAO: SANE) serve a cidade de  Santiago del Estero, província de Santiago del Estero, Argentina. Está localizado a 6 km do centro da cidade.
Conhecido também como Aeroporto de Santiago del Estero ou Aeroporto Mal Paso, foi construído em 1959 e sua pista foi totalmente recapeada em 2001. O aeroporto possui 109,000 m² de pistas,  1,000 m² de terminal, 10,350 m² de pistas de taxi e um estacionamento para 45 carros.. É operado pela Aeropuertos Argentina 2000.

## Terminal
| Companhias            | Destinos                |
| --------------------- | ----------------------- |
| Aerolíneas Argentinas | Buenos Aires-Aeroparque |